# Diana Myroschnitschenko
Diana Myroschnitschenko (ukrainisch Діана Мирошниченко, englisch Diana Myroshnichenko; * 24. Juli 2006 in Simferopol) ist eine ukrainische Leichtathletin, die im Sprint und im Weitsprung an den Start geht.

## Sportliche Laufbahn
Erste internationale Erfahrungen sammelte Diana Myroschnitschenko beim Europäischen Olympischen Jugendfestival (EYOF) 2022 in Banská Bystrica, bei dem sie mit 12,37 s in der ersten Runde im 100-Meter-Lauf ausschied und mit der ukrainischen Sprintstaffel (1000 Meter) im Vorlauf disqualifiziert wurde. Im Jahr darauf belegte sie bei den U18-Balkan-Meisterschaften in Sivas in 11,94 s den siebten Platz über 100 Meter und 2024 verpasste sie bei den U20-Balkan-Hallenmeisterschaften in Belgrad mit 7,78 s den Finaleinzug im 60-Meter-Lauf. Ende Mai gewann sie bei den Balkan-Meisterschaften in Izmir in 45,24 s die Bronzemedaille mit der 4-mal-100-Meter-Staffel hinter den Teams aus Griechenland und Serbien. Im August belegte sie bei den U20-Weltmeisterschaften in Lima mit 6,22 m den vierten Platz im Weitsprung und gelangte mit der Staffel mit 45,64 s auf Rang sechs. Im Jahr darauf gewann sie bei den Balkan-Hallenmeisterschaften in Belgrad mit 6,34 m die Bronzemedaille hinter der Serbin Milica Gardašević und Filippa Fotopoulou aus Zypern. Im Juli belegte sie bei den World University Games in Bochum mit 6,16 m den neunten Platz, ehe sie bei den U20-Europameisterschaften in Tampere mit 6,37 m die Bronzemedaille gewann.
2024 wurde Myroschnitschenko ukrainische Meisterin in der 4-mal-100-Meter-Staffel.

## Persönliche Bestleistungen
- 100 Meter: 12,09 s (−1,0 m/s), 15. Juli 2023 in Lwiw
  - 60 Meter (Halle): 7,44 s, 4. Januar 2025 in Kiew
- Weitsprung: 6,51 m (+2,0 m/s), 27. Mai 2025 in Luzk